# Kane (Wyoming)
Kane ist eine Geisterstadt im Big Horn County im Norden des US-Bundesstaates Wyoming. Der Ort wurde im Jahr 1912 südlich der Mündung des Shoshone River in den Bighorn River gegründet und im Jahr 1967 durch die Aufstauung des Bighorn Lake geflutet.

## Geographie
Kane liegt am westlichen Ufer des Bighorn Lake, etwa 15 km östlich von Lovell und 20 km südöstlich von Cowley innerhalb der Bighorn Canyon National Recreation Area im nördlichen Teil des Countys auf einer Höhe von 1125 m. Nördlich von Kane verläuft der aus den Bighorn Mountains kommende und nach Westen durch das Bighorn Basin verlaufende U.S. Highway 14A, einige Kilometer nordwestlich zweigt der Wyoming Highway 37 zum Bighorn Canyon ab.

## Geschichte
Kane wurde im Jahr 1912 im fruchtbaren Flusstal des Bighorn River, etwa 3,2 km südlich der Mündung des Shoshone River im Norden des Big Horn County gegründet. Im frühen 20. Jahrhundert betrieb die Chicago, Burlington and Quincy Railroad (CB&Q) die Big Horn Railroad, die entlang des Bighorn Rivers durch das Bighorn Basin verlief und von Billings über Frannie und vorbei an Kane nach Greybull führte. Kane entwickelte sich zu einem wichtigen Standort, an dem die per Eisenbahn transportierten Güter mit einer Fähre, der Kane Ferry, über den Bighorn River verschifft wurden. Diese Fähre wurde auch von Schafhirten genutzt, um Schafe von Cowley, Byron und Garland in die Bighorn Mountains zu treiben. Bis in die 1930er-Jahre entstanden in Kane eine Bank, zwei Gemischtwarenläden, zwei Hotels, ein Motel, eine Tanz- und Billardhalle und eine Schule. Im Zuge des Baus der Dayton-Kane Road (heute U.S. Highway 14A) über die Bighorn Mountains bis Dayton im Sheridan County entstand eine Straßenbrücke über den Bighorn River, die den Betrieb der Fähre obsolet machte.
Kurz vor der Fertigstellung des Yellowtail Dam im Jahr 1965 wusste das Bureau of Reclamation, dass der entstehende Bighorn Lake den Ort Kane überfluten würde. Das Land wurde von der Gemeinde abgekauft. Im Gegensatz zu vielen Städten, die durch den Bau von Staudämmen zerstört wurden, wurden keine Anstrengungen unternommen, Kane an einem neuen Standort wieder aufzubauen. Im Jahr 1967 wurde Kane durch das steigende Wasser des Sees überflutet. Der Personenverkehr auf der Big Horn Railroad wurde 1967 eingestellt. Die CB&Q wurde 1970 Teil der Burlington Northern Railroad, die wiederum 1995 in der BNSF Railway aufging. Die durch Kane verlaufende Bahnstrecke wird von der BNSF Railway als Casper Subdivision (Douglas/Bridger Jct.–Casper–Laurel) für den Güterverkehr genutzt. Heute existieren lediglich der Friedhof von Kane sowie der ehemalige Bahnhaltepunkt. Eine Infotafel informiert über das Schicksal des Ortes.